# Ford 7Y
Ford 7Y é um carro produzido pela Ford sendo fabricado no Reino Unido entre 1938 e 1939.
Foi oficialmente comercializado como Ford "Eight", e era uma versão modificada para um modelo maior do Ford Model Y. Durante esse tempo, 65.098 carros foram produzidos. O carro tinha um motor de 933 cc, 8 hp do Ford Sidevalve.
Um modelo menor de 1940 resultou no primeiro Ford Anglia.